# Gerd-Müller-Trophäe
Die Gerd-Müller-Trophäe (französisch Trophée Gerd Müller, englisch Gerd Müller Trophy) ist eine Auszeichnung der französischen Fußball-Fachzeitschrift France Football, mit der seit 2021 der Spieler mit den meisten Toren im Verein und in der Nationalmannschaft im vergangenen Jahr bzw. seit 2022 der vergangenen Saison geehrt wird. Sie ist nach dem deutschen Mittelstürmer Gerd Müller benannt und wird gemeinsam mit dem Ballon d’Or, Ballon d’Or féminin, der Jaschin-Trophäe sowie Kopa-Trophäe vergeben. Im ersten Jahr hatte der Preis noch keinen Namen und wurde „Torjäger des Jahres“ genannt.

## Geschichte
Während der Verleihung des Ballon d’Or 2021 verkündete France Football, neben dem Weltfußballer (Ballon d’Or), der Weltfußballerin (Ballon d’Or féminin), dem Welttorhüter (Jaschin-Trophäe) und weltbesten U21-Spieler des Jahres (Kopa-Trophäe) auch den „Torjäger des Jahres“ zu ehren, der im Verein (Pflichtspiele) und in der Nationalmannschaft die meisten Tore erzielte. Kritiker bezeichneten dies als Trostpreis für Robert Lewandowski, da Lionel Messi mit knappem Vorsprung den Ballon d’Or gewann.
Nach Kritik an der Vergabe 2021 wurde der Bewertungszeitraum der Preise vom Kalenderjahr auf die abgelaufene europäische Fußballsaison geändert. Im September 2022 erhielt die noch namenlose Ehrung den Namen „Gerd-Müller-Trophäe“ (französisch Trophée Gerd Müller) und ehrt damit den 2021 verstorbenen Mittelstürmer Gerd Müller, der 1970 mit dem Ballon d’Or – damals noch als Europas Fußballer des Jahres – ausgezeichnet wurde.

## Gewinner
- Alter: Alter des Gewinners am Tag der Verleihung
- Verein: Verein, für den der ausgezeichnete Spieler im Bewertungszeitraum (bis 2021: Kalenderjahr, seit 2022: vorherige europäische Saison) aktiv war
- Tore: Tore im Bewertungszeitraum insgesamt
- Verein: Pflichtspieltore für den Verein im Bewertungszeitraum
- Natio.: Tore für die Nationalmannschaft im Bewertungszeitraum
- Spiele: Pflichtspiele für den Verein und Länderspiele für die Nationalmannschaft im Bewertungszeitraum insgesamt

| Jahr                                  | Spieler                         | Land                            | Alter                           | Verein                          | Tore                            | Verein                          | Natio.                          | Spiele                          |
| 1. Januar bis 29. November 2021       | 1. Januar bis 29. November 2021 | 1. Januar bis 29. November 2021 | 1. Januar bis 29. November 2021 | 1. Januar bis 29. November 2021 | 1. Januar bis 29. November 2021 | 1. Januar bis 29. November 2021 | 1. Januar bis 29. November 2021 | 1. Januar bis 29. November 2021 |
| ------------------------------------- | ------------------------------- | ------------------------------- | ------------------------------- | ------------------------------- | ------------------------------- | ------------------------------- | ------------------------------- | ------------------------------- |
| 2021                                  | Robert Lewandowski              | Polen                           | 33                              | FC Bayern München               | 64                              | 53                              | 11                              | 54                              |
| abgelaufene europäische Fußballsaison |                                 |                                 |                                 |                                 |                                 |                                 |                                 |                                 |
| 2022                                  | Robert Lewandowski (2)          | Polen (2)                       | 34                              | FC Bayern München (2)           | 57                              | 50                              | 07                              | 56                              |
| 2023                                  | Erling Haaland                  | Norwegen                        | 23                              | Manchester City                 | 56                              | 52                              | 04                              | 57                              |
| 2024                                  | Harry Kane                      | England                         | 31                              | FC Bayern München (3)           | 52                              | 44                              | 08                              | 59                              |
| 2024                                  | Kylian Mbappé                   | Frankreich                      | 25                              | Paris Saint-Germain             | 52                              | 44                              | 08                              | 62                              |